# Nobunaga Sensei no Osanazuma
 Tân nương trẻ của thầy giáo Nobunaga (Nhật: ノブナガ先生の幼な妻 Hepburn: Nobunaga Sensei no Osanazuma) là một sê-ri manga hài kịch lãng mạn của Azure Konno. Từ tháng 5 năm 2017 đến tháng 10 năm 2019 và đã được tập hợp trong năm tập tankōbon. Một bộ phim truyền hình anime được chuyển thể bởi Seven được phát sóng từ ngày 6 tháng 4 đến ngày 22 tháng 6 năm 2019.

## Nhân vật
Nobunaga Oda (織田信永 Oda Nobunaga)
Lồng tiếng bởi: Kōdai Sakai
Một giáo viên yêu thích các trò chơi gal. Anh ấy mơ ước được ở trong một hậu cung được bao quanh bởi rất nhiều cô gái, giống như trong các trò chơi. Tuy nhiên, anh ấy chưa bao giờ có thể có bạn gái, vì vậy những giấc mơ về hậu cung vẫn chỉ là giấc mơ.  là hậu duệ của Oda Nobunaga lịch sử với cái tên nghe có vẻ giống nhau (信長 và 信永 đều đọc là Nobunaga trong tiếng Nhật, chỉ khác Hán tự), học sinh của anh gọi anh là Nobunaga-sensei, mặc dù người ta nói rằng đó có thể là tái sinh của anh với Oda Nobunaga vì sự giống nhau của anh.
Saitō Kichō (斎藤帰蝶 Saitō Kichō)
Lồng tiếng bởi: Akari Uehara
Một cô bé 14 tuổi đến từ thời Chiến Quốc. Cô đáng lẽ đã được hứa hôn với Oda Nobunaga trong một cuộc hôn nhân chính trị, nhưng cô đã du hành thời gian cho đến ngày nay. Cô nảy sinh tình cảm với Nobunaga Oda.
Ikoma Kitsuno (生駒吉乃 Ikoma Kitsuno)
Lồng tiếng bởi: Ari Ozawa
Người vợ lẽ của Oda Nobunaga, người được vận chuyển từ thời Chiến Quốc đến ngày nay. Cô mất ở tuổi 29, nhưng được chuyển đến dạng trẻ hơn cho đến hiện tại.  Cô ý thức được rằng mình đã được tái sinh và Nobunaga Oda đến từ thời đại khác, và cô được chứng minh là có tính cách yandere khi nhìn thấy Nobunaga với một người phụ nữ khác.
Mayu Biwajima (枇杷島万結 Biwajima Mayu)
Lồng tiếng bởi: Konomi Yūzaki
Mayu là học sinh của Nobunaga Oda.  Cô đã yêu anh trước khi bắt đầu bộ truyện khi anh khen cô về tác phẩm nghệ thuật BL của cô.  Cô là hậu duệ của Onabe, một trong những phi tần của Oda Nobunaga.  Mặc dù ban đầu rất nhút nhát và rụt rè, nhưng khi được Nobunaga chạm vào, cô bước vào một trạng thái thôi miên và mong muốn Nobunaga thân mật với cô.
Yuri Hoshigaoka (星ヶ丘友里 Hoshigaoka Yuri)
Lồng tiếng bởi: Marika Tanaka
Yuri là một giáo viên làm việc trong cùng một trường học ở Nobunaga.  Cô là hậu duệ của Jitokuin, một trong những phi tần của Oda Nobunaga, cũng là y tá của con gái của Ikoma.  Ban đầu cô không có hứng thú với Nobunaga, nhưng sau khi được Nobunaga chạm vào, cô được chứng minh là có một nỗi ám ảnh ngày càng lớn đối với anh.
Anna Atsuta (熱田杏南 Atsuta Anna)
Lồng tiếng bởi: Moe Toyota
Anna là bạn cùng lớp và cũng là bạn thân với Mayu Biwajima.
Ichika Oda (織田市香 Oda Ichika)
Lồng tiếng bởi: Suzuna Kinoshita
Ichika là em gái của Nobunaga, cô sống cùng bố mẹ.
Ranma Atsuta (熱田欄間 Atsuta Ranma)
Anh trai của Anna, người thích mặc váy. Anh ta là hậu duệ của Mori Ranmaru, một thị giả của Oda Nobunaga, người mà anh ta thân mật.

## Truyền thông

### Manga
| # | Ngày phát hành       | ISBN              |
| - | -------------------- | ----------------- |
| 1 | 10 tháng 11 năm 2017 | 978-4-575-85061-1 |
| 2 | 11 tháng 5 năm 2018  | 978-4-575-85153-3 |
| 3 | 12 tháng 12 năm 2018 | 978-4-575-85240-0 |
| 4 | 12 tháng 3 năm 2019  | 978-4-575-85277-6 |
| 5 | 11 tháng 10 năm 2019 | 978-4-575-85359-9 |

### Anime
| No.                           | Tiêu đề                                                                   | Ngày công chiếu     |
| ----------------------------- | ------------------------------------------------------------------------- | ------------------- |
| 1                             | "Tsuma ga kita no Wa īmono no" (tiếng Nhật: 妻が来たのは いいものの)      | 6 tháng 4 năm 2019  |
| Thật tuyệt khi vợ tôi đến     |                                                                           |                     |
| 2                             | "Nobunaga no Ketsui" (tiếng Nhật: ノブナガの決意)                         | 13 tháng 4 năm 2019 |
| Quyết tâm của Nobunaga        |                                                                           |                     |
| 3                             | "Kichō gakkō e iku" (tiếng Nhật: 帰蝶 学校へ行く)                         | 20 tháng 4 năm 2019 |
| Về nhà đi học                 |                                                                           |                     |
| 4                             | "Inaba Yamashiro e" (tiếng Nhật: 稲葉山城へ)                              | 27 tháng 4 năm 2019 |
| Đến lâu đài Inabayama         |                                                                           |                     |
| 5                             | "Futari-me" (tiếng Nhật: 二人目)                                          | 4 tháng 5 năm 2019  |
| Người thứ hai                 |                                                                           |                     |
| 6                             | "Senaka o nagashimasu" (tiếng Nhật: 背中を流します)                       | 11 tháng 5 năm 2019 |
| Lưng của bạn                  |                                                                           |                     |
| 7                             | "Sannin-me" (tiếng Nhật: 三人目)                                          | 18 tháng 5 năm 2019 |
| Người thứ ba                  |                                                                           |                     |
| 8                             | "Yonnin-me" (tiếng Nhật: 四人目)                                          | 25 tháng 5 năm 2019 |
| Người thứ tư                  |                                                                           |                     |
| 9                             | "Suki no Riyū" (tiếng Nhật: 好きの理由)                                   | 1 tháng 6 năm 2019  |
| Lý do thích                   |                                                                           |                     |
| 10                            | "Gonin-me!?" (tiếng Nhật: 五人目！？)                                     | 8 tháng 6 năm 2019  |
| Người thứ năm !?              |                                                                           |                     |
| 11                            | "Jitokuin to o nabe no hō no nozomi" (tiếng Nhật: 慈徳院とお鍋の方の望み) | 15 tháng 6 năm 2019 |
| Hy vọng của Jitoku-in và Nabe |                                                                           |                     |
| 12                            | "Tsuma wa kaeranai to īmashita" (tiếng Nhật: 妻は帰らないと言いました)    | 22 tháng 6 năm 2019 |
| Vợ bảo tôi đừng về            |                                                                           |                     |